# Липенская волость
Липенская волость — историческая административно-территориальная единица в составе Покровского уезда Владимирской губернии.

## История
В середине XII — начале XIII веков территория принадлежала Ростово-Суздальскому княжеству.

## Населённые пункты
По данным на 1905 год из книги Список населённых мест Владимирской губернии в Липенскую волость входили следующие населённые места:
- Абакумово
- Абакумовский погост
- Аксеново
- Аносова имение
- Антушево (современное название деревни - «Антушово»)
- Бармино
- Бараши
- Вареево (сельцо)
- Вареевское имение Карповой
- Ваульцева (современное название деревни «Ваульцево»)
- Горки
- Желтухино
- Ильинки
- Костерево (железнодорожная станция)
- Кукушкино
- Ларионово (имение)
- Липна. При деревне жилой дом Аксенова.
- Михейцево
- Молодилово
- Напутново
- Новая
- Новинки
- Пекоцкий Ям (современное название деревни «Пекша»)
- Симонова
- Ситниково
- Софонково
- Ючмер

## Волостное правление
По данным на 1900 год: волостной старшина — Михаил Прокопьевич Шалов, писарь — Михаил Ефимович Мелентьев.
По данным на 1910 год: волостной старшина — Иван Кожин, писарь — Михаил Носов.

## Население
В 1890 году Липенская волость Покровского уезда включает 9931 десятин крестьянской земли, 25 селений, 937 крестьянских дворов (16 не крестьянских), 5717 душ обоего пола. Административным центром волости была деревня Бармино.

## Промыслы
По данным на 1895 год жители волости занимались отхожими промыслами (плотники).